# Kara Eaker
Kara Eaker(nascida em 7 de novembro de 2002) é uma ginasta artística americana e membro da equipe nacional de ginástica feminina dos Estados Unidos desde 2017. Na trave de equilíbrio, ela é campeã dos Jogos Pan-Americanos de 2019 e duas vezes medalhista de prata nacional dos Estados Unidos (2018 e 2019). No solo, ela é medalhista de prata dos Jogos Pan-Americanos de 2019. Ela foi membro das equipes estadunidenses que ganharam ouro nos Campeonatos Mundiais de Ginástica de 2018 e 2019. Ela foi suplente da equipe olímpica dos Jogos Olímpicos de Verão de 2020.

## Vida pessoal
Eaker nasceu em Jiangxi, República Popular da China, como Kara Ming. Ela foi adotada por sua família em 2003 e desde então reside com eles no Missouri.

## Carreira
Em abril, Eaker competiu no American Classic. Ela ficou em quinto lugar no individual geral com uma pontuação de 52.700 e ficou em terceiro lugar na trave atrás de Sunisa Lee e Skye Blakely. No Campeonato Nacional, Eaker terminou em décimo no individual geral e quinto na trave. Nas provas olímpicas, Eaker terminou em sétimo no individual geral e em segundo na trave de equilíbrio, assim, foi selecionada como suplente para a equipe olímpica.